# Mattoni NBL 2009/2010
Mattoni NBL 2009/2010 (celým oficiálním názvem Mattoni Národní basketbalová liga) byla nejvyšší mužskou ligovou basketbalovou soutěží v České republice v ročníku 2009/2010. Celkovým vítězem se stal tým ČEZ Basketball Nymburk, který obhájil vítězství z předchozích šesti ročníků.

## Základní část
Dvanáct celků hrálo systémem každý s každým čtyřikrát. Vítězem této fáze se stal tým ČEZ Basketball Nymburk, který utrpěl jen čtyři porážky.

## Tabulka po základní části
| Poř. | Tým                        | Z  | V  | P  | Skóre     | Body |
| ---- | -------------------------- | -- | -- | -- | --------- | ---- |
| 1.   | ČEZ Basketball Nymburk     | 44 | 40 | 4  | 4084:2768 | 84   |
| 2.   | Unibon Nový Jičín          | 44 | 39 | 5  | 3937:3093 | 83   |
| 3.   | BK Prostějov               | 44 | 35 | 9  | 3800:3113 | 79   |
| 4.   | BK JIP Pardubice           | 44 | 31 | 13 | 3617:3247 | 75   |
| 5.   | BK Děčín                   | 44 | 28 | 16 | 3572:3402 | 72   |
| 6.   | USK Praha                  | 44 | 18 | 26 | 3268:3452 | 62   |
| 7.   | BK Breda & Weinstein Opava | 44 | 18 | 26 | 3518:3693 | 62   |
| 8.   | BC Kolín                   | 44 | 17 | 27 | 3578:3665 | 61   |
| 9.   | NH Ostrava                 | 44 | 13 | 31 | 3336:3891 | 57   |
| 10.  | Karma Basket Poděbrady     | 44 | 11 | 33 | 3289:3795 | 55   |
| 11.  | Basketball Brno            | 44 | 11 | 33 | 3241:3536 | 55   |
| 12.  | Sokol Vyšehrad             | 44 | 3  | 41 | 2541:4126 | 47   |

## Play-off
Do vyřazovacích bojů postoupilo prvních osm týmů. Hrálo se na tři vítězná utkání, finále na čtyři vítězná utkání.  

### Čtvrtfinále
- ČEZ Basketball Nymburk –  BC Kolín   3:0     (105:61, 90:57, 87:68)
- Unibon Nový Jičín –  BK Breda & Weinstein Opava  3:0   (88:73, 95:73, 76:61)
- BK Prostějov –  USK Praha 3:0  (95:55, 80:59, 89:70)
- BK JIP Pardubice –  BK Děčín 3:0    (84:70, 75:72, 78:71)

### Semifinále
- ČEZ Basketball Nymburk –  BK JIP Pardubice 3:1    (99:76, 82:75, 80:86, 70:56)
- Unibon Nový Jičín –  BK Prostějov  2:3   (69:64, 59:65, 72:73, 86:82, 64:77)

### Finále
- ČEZ Basketball Nymburk  – BK Prostějov  4:1 (85:70, 81:65, 74:86, 90:60, 75:67)